# Ellingham (Northumberland)
Ellingham – wieś w Anglii, w hrabstwie Northumberland. Leży 62 km na północ od miasta Newcastle upon Tyne i 458 km na północ od Londynu. W 2001 miejscowość liczyła 282 mieszkańców.